# CNN+
CNN+ (llegit CNN Plus) era un canal temàtic de televisió de 24 hores d'informació llançat el 27 de gener de 1999 i clausurat el 28 de desembre de 2010. Era produït per Companyia Independent de Notícies de Televisió, empresa participada en un 50% per la companyia espanyola Sogecable-Grupo PRISA i en un altre 50% per la companyia nord-americana Turner Broadcasting-Grupo Time Warner (propietària de la cadena d'informació contínua CNN). El seu eslògan era: Está pasando, lo estás viendo.
Els seus estudis centrals es trobaven a l'edifici de Sogecable, situat a la localitat madrilenya de Tres Cantos.
Podia veure's a través de la plataforma de televisió via satèl·lit de pagament Digital+ i també gratuïtament a través de la Televisió Digital Terrestre.

## Tancament
El dia 10 de desembre de 2010 el grup Prisa va anunciar que CNN+ deixaria les seves emissions el 31 de desembre, degut a la manca d'interès de Telecinco, accionistes de la companyia. L'apagada es va dur a terme el 28 de desembre del mateix any, reaprofitant el canal per a emetre una versió de 24 hores del programa Gran Hermano, emès per Telecinco.